# Blatná (nádraží)
Blatná je železniční stanice v severozápadní části města Blatná v okrese Strakonice v Jihočeském kraji nedaleko řeky Lomnice. Leží na neelektrizovaných jednokolejných tratích Nepomuk–Blatná a Březnice–Strakonice. V těsné blízkosti stanice je umístěno městské autobusové nádraží.

## Historie
Dne 11. června 1899 otevřela společnost Místní dráha Strakonice-Blatná-Březnice železniční spojení své trati ze Strakonic, odkud od roku 1868 procházela železnice v majetku společnosti Dráhy císaře Františka Josefa (KFJB), spojující Vídeň, České Budějovice a Plzeň, do Březnice, již železničně spojené s Pískem. Ve stejném datu byla stejnou společností otevřena trať z Blatné do Nepomuku. Nově postavené městské nádraží vzniklo dle typizovaného stavebního vzoru.
Provoz na obou tratích zajišťovaly od zahájení Císařsko-královské státní dráhy (kkStB), po roce 1918 Československé státní dráhy (ČSD), místní dráhy byly zestátněny roku 1925.

## Popis
Nachází se zde tři nekrytá jednostranná nástupiště, k příchodu k vlakům slouží přechody přes koleje. Z nádraží odbočují dvě vlečky.